# Cap-Vert, les graines de l'espérance
 (mars 2021).
Pour plus de détails, voir Fiche technique et Distribution.
Cap-Vert, les graines de l'espérance est un documentaire de 90 minutes réalisé par Adèle Salmon et sorti 2018. Il relate l'histoire de l’archipel du Cap-Vert et des peuples qui y habitent. Le film présente cet archipel comme un véritable melting pot visage d'un monde futur rempli d'espoir,,,,.

## Synopsis
Le Cap-Vert est un archipel qui regroupe une dizaine d'îles au multiple facettes. En effet, ces îles peuvent se révéler être de véritables paradis sur terre avec leurs plages luxuriantes et le sable noir unique qui les borde mais aussi très inhospitalière à cause de leur aridité, de leurs volcans en activité. C'est dans cette nature que l'on rencontre l'un des plus grands métissages du monde. En effet, le peuple qui y vit possède une pléthore d'identités. Ce peuple est à la fois africain, sud-américain et européen fruit des anciens esclaves et des colons portugais. 
Ces brassages seraient ils les graines de l'espérance d'un monde nouveau, plus tolérant, plus ouvert?,,,,,,.

## Fiche technique
- Réalisateur :  Adèle Salmon[6]
- Genre : documentaire
- Durée : 90 minutes
- Pays :  France
- Date : 5 décembre 2019